# بيل غان (ممثل)
بيل غان (بالإنجليزية: Bill Gunn)‏ (و. 1934 – 1989 م) هو ممثل، ومخرج أفلام، ومؤلف، وكاتب سيناريو، وكاتب أمريكي، ولد في فيلادلفيا، توفي في ناياك، عن عمر يناهز 55 عاماً.

## جوائز
حصل على جوائز منها:
- زمالة غوغنهايم

## وصلات خارجية
- بيل غان على موقع IMDb (الإنجليزية)
- بيل غان على موقع أول موفي (الإنجليزية)
- بيل غان على موقع قاعدة بيانات برودواي على الإنترنت (الإنجليزية)
- بيل غان على موقع قاعدة بيانات الأفلام السويدية (السويدية)
- بيل غان على موقع قاعدة بيانات الفيلم (الإنجليزية)
- بيل غان على موقع كينوبويسك (الروسية)